# Marché aux poissons de Pike Place
 (juin 2024).
Le marché aux poissons de Pike Place est un marché aux poissons à ciel ouvert situé au marché de Pike Place à Seattle, dans l'État de Washington, aux États-Unis. Il est situé à l'angle de Pike Street et de Pike Place. Le marché, fondé en 1930, est connu pour sa tradition de lancer des poissons. Des poissonniers lancent entre eux les poissons achetés par des clients avant de les emballer. Le marché aux poissons était proche de la faillite en 1986. Cependant, grâce à l'introduction de nouvelles pratiques telles que le lancer des poissons, les jeux et les animations pour des clients, ce marché a bénéficié d’une visibilité importante dans les médias nationaux et a fait l’objet d’émissions de télévision. Aujourd'hui, le marché aux poissons de Pike Place est une destination touristique mondialement connue qui attire presque 10 000 visiteurs par jour,.

## Histoire
Le marché aux poissons de Pike Place a été acheté en 1965 par John Yokoyama, un ancien employé du marché. Il a acquis cet espace afin de générer suffisamment des revenus en tant que propriétaire pour pouvoir payer les mensualités de sa nouvelle Buick Riviera. Au départ, le marché aux poissons de Pike Place n'était pas connu en dehors de la région de Seattle. Cependant, en 1986, lors d'une réunion avec un coach d’affaires, John Yokoyama et son équipe ont décidé de changer cette situation. Avant cette réunion, le marché aux poissons de Pike Place était proche de la faillite. Le coach, Jim Bergquist, essayait de trouver des solutions pour sauver l’entreprise. Pendant cette réunion, un employé du marché aux poissons a suggéré qu'il ne s'agissait pas seulement de sauver l'entreprise. Il a proposé de mettre en place des poissons volants grâce au lancer des poissons, des jeux avec les clients et une nouvelle attitude du personnel qui prenait plaisir à son travail, afin que les clients puissent apprécier l'ambiance. Ces initiatives pourraient rendre le marché « mondialement connu ». « Nous avons décidé de devenir mondialement connus. Nous l’avons dit et cela est devenu la réalité », a déclaré John Yokoyama dans une interview.
La sculpture du cochon-tirelire en bronze, surnommée « Rachel », est un symbole emblématique du marché. Elle a été créée par Georgia Gerber, une sculptrice de Whidbey Island, en 1986. Cette tirelire rapporte chaque année environ 10 000 dollars, qui sont reversés aux associations fournissant des aides au logement et des services dans les quartiers à faibles revenus.
Quatre ans plus tard, en 1990, les Goodwill Games de Ted Turner ont eu lieu à Seattle. Des équipes de télévision présentes au marché de Pike Place ont découvert le marché aux poissons et ont filmé les animations avec les clients. Peu après, le marché aux poissons est apparu dans une émission de Good Morning America. Grâce à cette visibilité, plusieurs équipes de tournage sont venues filmer le marché et ses employés. En conséquence, le marché est apparu dans de nombreux magazines.
Aujourd’hui, les poissonniers du marché aux poissons de Pike Place réalisent des animations devant près de 10 000 visiteurs par jour pendant la saison estivale touristique. Un autre élément populaire du marché est la lotte, qui fait des mouvements devant les clients grâce à l'utilisation d'un fil caché. Le succès de l'entreprise a été attribué au département des ressources humaines et aux attitudes des employés. Les employés du marché aux poissons sont réputés pour leurs discours de motivation prononcés dans des entreprises, des groupes civiques et des établissements scolaires. Ils ont également été mentionnés dans plusieurs livres de motivation,,.
En 1991, le marché aux poissons de Pike Place a été élu par CNN comme l’un des trois endroits les plus agréables pour travailler aux États-Unis. En 2018, quatre anciens employés ont racheté le marché.

## Lancer de poisson

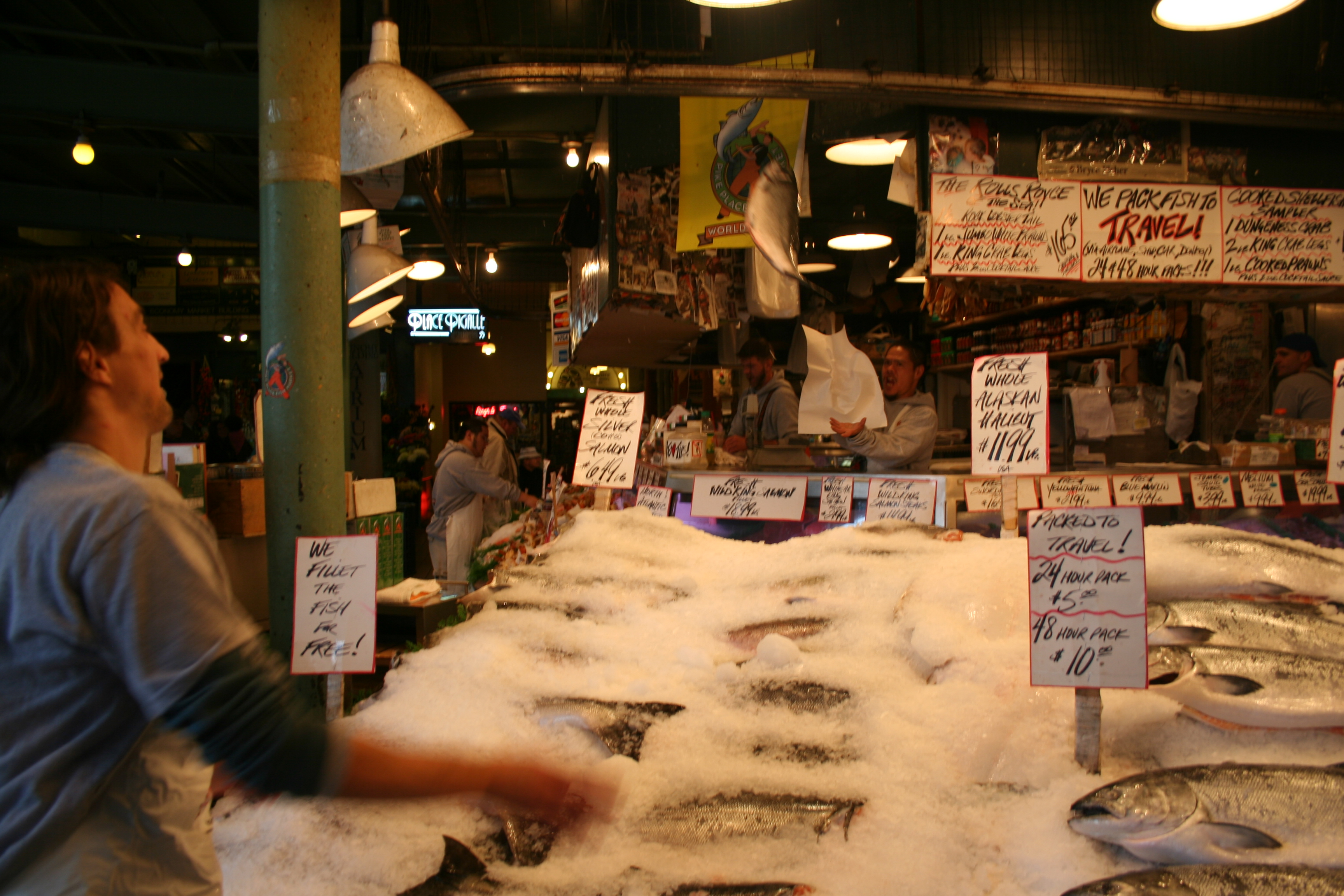
Un saumon en train d'être lancé

Le marché aux poissons de Pike Place est célèbre pour sa pratique qui consiste à lancer les commandes des clients à travers la zone commerciale. Une routine typique commence lorsqu'un client passe une commande de poisson. Ensuite, les poissonniers, vêtus de combinaisons de travail en caoutchouc orange et de bottes, crient les commandes, qui sont ensuite répétées à voix haute par le reste du personnel. À ce moment-là, le poissonnier qui a pris la commande lance le poisson du client derrière le comptoir pour qu'il soit emballé. Les répétitions bruyantes des commandes de poisson ont commencé par une farce à l’un des employés, mais elles sont devenues une tradition parce que les clients appréciaient le spectacle. Pendant leur travail, les employés du marché aux poissons crient les uns aux autres et scandent à l'unisson tout en lançant les poissons commandés. Parfois, ils lancent une éponge de bain en forme de poisson pour effrayer des passants, ou ils choisissent un client parmi la foule pour participer au lancer de poisson. Il y a un panneau dans la zone générale qui indique « Attention : Poissons volant à basse altitude ».

## Films, livres et culture populaire

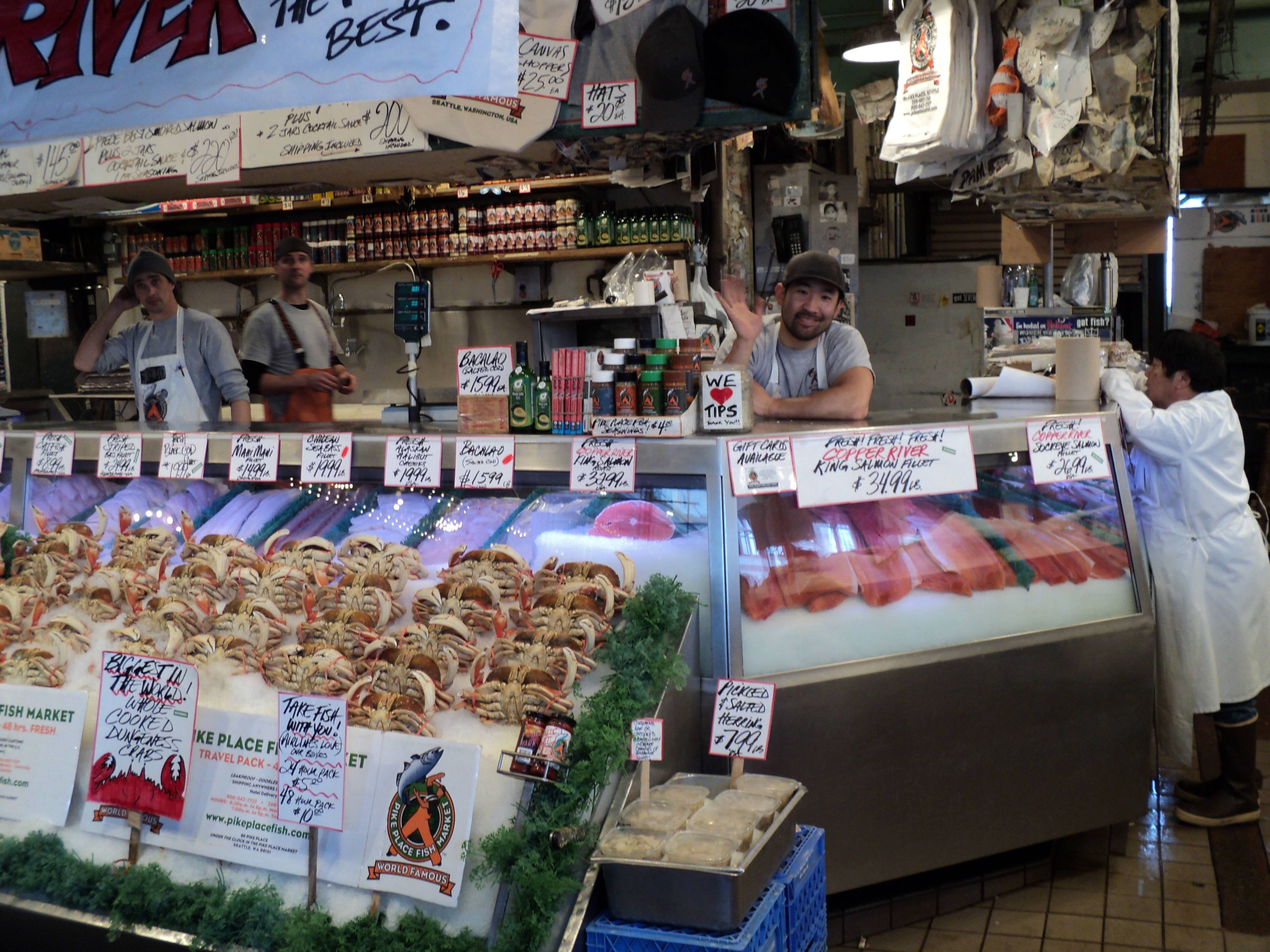
Taho, employé de longue date, travaille au comptoir

En 1998, le marché aux poissons de Pike Place a fait l'objet d'un film documentaire et d'un livre accompagnant intitulé FISH! Philosophy. Le marché aux poissons de Pike Place a également fourni un cadre à plusieurs vidéos de formation en entreprise à succès, notamment la Philosophie FISH! mentionnée précédemment, ainsi que FISH!Sticks. Ces ressources ont été utilisées par des entreprises telles qu'Enterprise Rent-A-Car, Sprint Nextel, Southwest Airlines, Sainsbury's, Saturn et Scottish and Southern Energy pour la formation de leurs employés. Le marché aux poissons de Pike Place est apparu dans des émissions de télévision et de publicités variées, telles que la publicité de jeans Levis de Spike Lee, The Real World  de MTV, Frasier de NBC et Good Morning America d'ABC. Quant aux films, le marché aux poissons est apparu dans Free Willy. Le duo américain de hip-hop Macklemore & Ryan Lewis font une référence aux marché aux poissons dans leur single « Downtown » de 2015, en collaboration avec Eric Nally, Melle Mel, Kool Moe Dee et Grandmaster Caz.

## Lectures complémentaires
- John Yokoyama et Joseph Michelli. When Fish Fly: Lessons for Creating a Vital and Energized Workplace — From the Word Famous Pike Place Fish Market. New York : Hyperion, 2004.
- Cyndi et le personnel du marché aux poissons de Pike Place. Catch: A Fishmonger's Guide to Greatness. Berrett-Koehler Publishers, 1er janvier 2005.